# Valbroye
Valbroye (toponimo francese) è un comune svizzero di 2 962 abitanti del Canton Vaud, nel distretto della Broye-Vully.

## Storia
Il comune di Valbroye è stato istituito il 1º luglio 2011 con la fusione dei comuni soppressi di Cerniaz, Combremont-le-Grand, Combremont-le-Petit, Granges-près-Marnand, Marnand, Sassel, Seigneux e Villars-Bramard; capoluogo comunale è Granges-près-Marnand.

### Simboli
Lo stemma è stato adottato nel 2011 e raffigura il fiume Broye con un ponte che simboleggia il collegamento tra le località che formano il comune.

## Geografia antropica

### Frazioni
- Cerniaz[4]
  - La Morettaz
- Combremont-le-Grand[5]
- Combremont-le-Petit[6]
- Granges-près-Marnand[7]
  - Brit
- Marnand[8]
- Sassel[9]
- Seigneux[10]
  - Treize-Cantons
- Villars-Bramard[11]

## Infrastrutture e trasporti

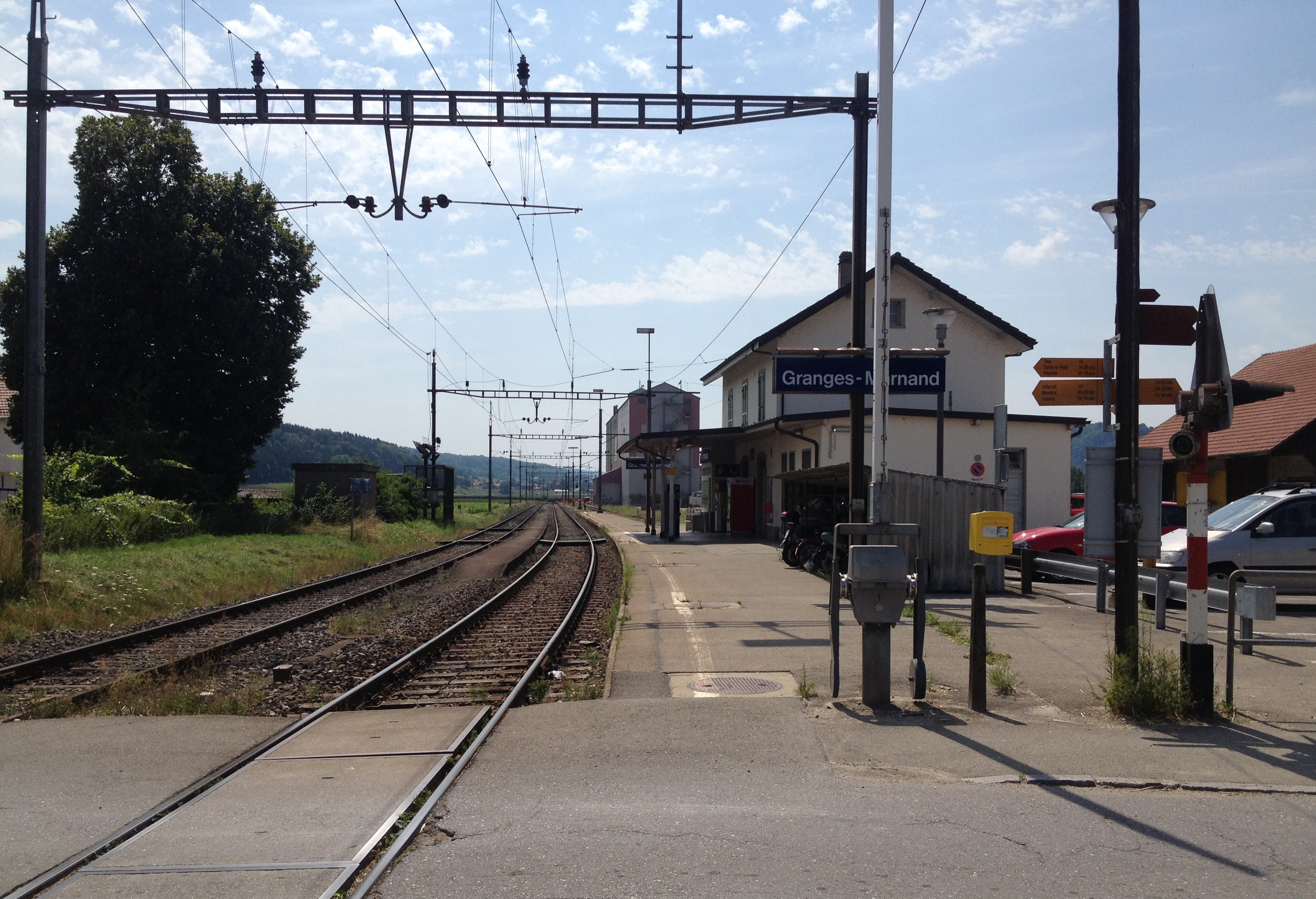
La stazione di Granges-près-Marnand

Valbroye è servito dalla stazione di Granges-près-Marnand, sulla ferrovia della Broye.